# Ides de mars
Les ides de mars (latin : Idus Martias) correspondent au 15 mars dans le calendrier romain. C’était un jour festif dédié au dieu Mars. 
Jules César fut assassiné aux ides de mars, le 15 mars 44 av. J.-C., sans avoir tenu compte des multiples mises en garde lui étant adressées. L’haruspice étrusque Titus Vestricius Spurinna prédit le meurtre (« César, entre le faste et la gloire, je vous mets en garde contre les Ides de Mars. »), sa femme Calpurnia Pisonis a rêvé de sa mort la veille et a tenté de l’empêcher de se rendre au Sénat, puis l’un de ses informateurs, Artémidore, lui a tendu une supplique présentant les noms des conspirateurs, que César ignora. Un groupe d’une soixantaine de sénateurs, menés par Caius Cassius et Marcus Junius Brutus, lui aurait asséné 23 coups de couteau alors qu’il se trouvait dans la curie de Pompée, sur le Champ de Mars. Un seul de ces coups de couteau aurait été mortel, soit le deuxième reçu, selon l’autopsie du médecin Antistius. Les sénateurs étaient insatisfaits des changements apportés par l’homme politique, qui avait été nommé dictateur à vie à peine un mois plus tôt,.

## Ides
Le terme « ides » était utilisé dans le calendrier romain pour désigner le 15 des mois de mars, mai, juillet,  octobre et le 13 des huit autres mois.